# Paula Leitón
Paula Leitón Arrones, née le 27 avril 2000 à Terrassa (Espagne), est une joueuse espagnole de water-polo. Elle est médaillée d'argent aux Jeux de 2020. Par ailleurs, elle remporte avec son équipe d'Espagne la médaille d'or aux Jeux olympiques de Paris 2024. 

## Carrière
Elle fait partie de l'équipe espagnole médaillée d'argent lors des Jeux olympiques d'été de 2020. Son équipe remporte le titre européen en 2020 et 2022, ainsi que l'argent aux Championnats du monde 2017, 2019 et 2023.
Elle remporte avec son équipe le water-polo aux Jeux olympiques d'été de 2024. Elle joue au poste d'avant centre ou " boya " en espagnol. Pesant 96kg pour 1m87, elle dénonce des attaques sur son physique pendant la compétition.

## Palmarès

### Jeux olympiques
• Jeux olympiques d'été de 2024 à Paris(🇫🇷France) 
• médaille d'or 🏅 du tournoi féminin 
- Jeux olympiques d'été de 2020 à Tokyo ( Japon) :
  -  médaille d'argent du tournoi féminin

### Championnats du monde
- Championnats du monde de natation 2023 à Fukuoka ( Japon) :
  -  médaille d'argent du tournoi féminin
- Championnats du monde 2019 à Gwangju ( Corée du Sud) :
  -  médaille d'argent du tournoi féminin
- Championnats du monde 2017 à Budapest ( Hongrie) :
  -  médaille d'argent du tournoi féminin

### Championnats d'Europe
- Championnat d'Europe féminin 2022 à Split ( Croatie) :
  -  médaille d'or du tournoi féminin
- Championnats d'Europe 2020 à Budapest ( Hongrie) :
  -  médaille d'or du tournoi féminin